# Hortus semper virens
Hortus semper virens: exhibens icones plantarum selectiorum är en illustrerad flora på latin som utgavs i Stuttgart i Tyskland mellan 1759 och 1827, med text av Johann Simon von Kerner (1755–1830) och illustrationer av Hans Verhagen den Stommen ((omkring 1540/45–omkring 1600).
Hortus semper virens: exhibens icones plantarum selectiorum, på svenska ungefär "Den evigt gröna (eller eviga) blommande trädgården", behandlar blommor från hela världen med text och bild. Den är utgiven på latin i tolv delar.
Hortus semper virens är ett av tio konstverk som utvalts av konstinstitutioner i Tyskland för att representera tysk konst i Europeanas konstprojekt Europeana 280 år 2016.

## Proveniens
Ett exemplar som är dedicerat till  storhertigen Ludwig I von Hessen-Darmstadt finns på Universitäts- und Landesbibliothek Darmstadt i Darmstadt i Tyskland..